# ماتيو برتراند
ماتيو برتراند هو لاعب كرة القدم الكندية كندي، ولد في 28 ديسمبر 1977 في شومبلي في كندا.